# Higher Minds
Higher Minds ist eine US-amerikanische Hip-Hop-Gruppe aus San Diego. Im Jahr 2010 war die Gruppe für die San Diego Music Awards in der Kategorie Best Hip Hop Album für ihr Album 2012 The Burning City nominiert, das im gleichen Jahr erschienen ist.

## Stil
Die Songtexte behandeln verschiedene Themen wie Herkunft und Kultur (Steve Bambino), Storytelling (Tommy Clocksmith) und den Konsum von Marihuana (Return of the Red I).

## Diskografie
Alben
- 2006: Cali Gold
- 2010: 2012 The Burning City

Mixtapes
- 2012: The 92109 Mixtape